# Ряска (Полтавская область)
Ряска (укр. Ряська; до 2025 года — Рясское) — село,
Ряссковский сельский совет,
Машевский район,
Полтавская область,
Украина.
Код КОАТУУ — 5323085601. Население по переписи 2001 года составляло 1203 человека.
Является административным центром Ряссковского сельского совета, в который не входят другие населённые пункты.

## Географическое положение
Село Рясское находится на правом берегу реки Орель, которая окружает село с 3-х сторон,
ниже по течению на расстоянии в 2 км расположено село Усть-Липянка,
на противоположном берегу — сёла Котовка (Магдалиновский район), Миновка (Магдалиновский район) и Краснополье (Магдалиновский район).
Река в этом месте извилистая, образует лиманы, старицы и заболоченные озёра.

## Экономика
- База отдыха «Орель».
- ЧП «Орель».

## Объекты социальной сферы
- Школа.
- Дом культуры.
- Рясская сельская больница.
- Детский сад.